# Phong trào Giáo dục Xã hội chủ nghĩa
Phong trào Giáo dục Xã hội chủ nghĩa (giản thể: 社会主义教育运动; phồn thể: 社會主義教育運動; bính âm: Shèhuìzhǔyì Jiàoyù Yùndòng, còn được gọi là Phong trào dọn dẹp Bốn thứ (Bốn dọn dẹp) (giản thể: 四清运动; phồn thể: 四清運動; bính âm: Sìqīng Yùndòng, Hán Việt: Thanh tứ vận động) là một phong trào đưa ra bởi Mao Trạch Đông vào năm 1963 vào lúc bắt đầu của cuộc Cách mạng văn hóa tại Cộng hòa Nhân dân Trung Hoa.
Mao đã tìm cách loại bỏ những gì ông cho là thành phần "phản động" bên trong bộ máy quan liêu của Đảng Cộng sản Trung Quốc, nói rằng "cai trị (cầm quyền) cũng là một quá trình giáo dục xã hội chủ nghĩa". Năm 1966, Mao Trạch Đông và Lâm Bưu đã phát động một chiến dịch chống lại bốn cái cũ (cựu tứ). Mục tiêu của phong trào là để làm sạch chính trị, kinh tế, tổ chức, và hệ tư tưởng (bốn dọn dẹp). Chiến dịch này kéo dài cho đến cuối năm 1966. Hệ quả kéo theo là trí thức đã được gửi đến các vùng nông thôn để được "cải tạo" bởi nông dân. Họ vẫn đi học tập, nhưng cũng làm việc trong các nhà máy với nông dân.
Chiến dịch này được mô tả bởi Donald Klein trong Encyclopedia Americana năm 2007 (Grolier trực tuyến), là một chiến dịch "gần như hoàn toàn thất bại" không đạt được mục tiêu mà Đảng Cộng sản Trung Quốc mong muốn.